# Heinz Strehl
Heinz Strehl (20. července 1938 Norimberk – 11. srpna 1986 Kalchreuth) byl německý fotbalista, útočník. Byl nejlepším střelcem Poháru mistrů evropských zemí 1961/1962.

## Fotbalová kariéra
V německé bundeslize hrál za 1. FC Norimberk. Nastoupil ve 174 bundesligových a dal 76 gólů. V roce 1968 vyhrál s 1. FC Norimberk bundesligu. V Poháru mistrů evropských zemí nastoupil v 7 utkáních a dal 8 gólů, v Poháru vítězů pohárů nastoupil v 5 utkáních a dal 1 gól a ve Veletržním poháru nastoupil ve 3 utkáních a dal 1 gól. Za reprezentaci Německa nastoupil v letech 1962–1965 ve 4 utkáních a dal 4 góly. Byl členem západoněmecké fotbalové reprezentace na Mistrovství světa ve fotbale 1962 v Chile, ale v utkání nenastoupil.

## Ligová bilance
| Ročník                                    | Zápasy | Góly | Klub            |
| ----------------------------------------- | ------ | ---- | --------------- |
| Fußball-Oberliga Süd 1958/1959            | -      | -    | 1. FC Norimberk |
| Fußball-Oberliga Süd 1959/1960            | -      | -    | 1. FC Norimberk |
| Fußball-Oberliga Süd 1960/1961            | 28     | 22   | 1. FC Norimberk |
| Fußball-Oberliga Süd 1961/1962            | 21     | 12   | 1. FC Norimberk |
| Fußball-Oberliga Süd 1962/1963            | 29     | 15   | 1. FC Norimberk |
| Německá fotbalová Bundesliga 1963/1964    | 30     | 16   | 1. FC Norimberk |
| Německá fotbalová Bundesliga 1964/1965    | 30     | 15   | 1. FC Norimberk |
| Německá fotbalová Bundesliga 1965/1966    | 30     | 12   | 1. FC Norimberk |
| Německá fotbalová Bundesliga 1966/1967    | 31     | 10   | 1. FC Norimberk |
| Německá fotbalová Bundesliga 1967/1968    | 33     | 18   | 1. FC Norimberk |
| Německá fotbalová Bundesliga 1968/1969    | 20     | 5    | 1. FC Norimberk |
| 2. německá fotbalová Bundesliga 1969/1970 | 9      | 2    | 1. FC Norimberk |
| CELKEM Německá fotbalová Bundesliga       | 174    | 76   |                 |